# Mô hình lực hấp dẫn
Mô hình lực hấp dẫn trong kinh tế học quốc tế cũng tương tự như mô hình lực hấp dẫn trong các môn khoa học xã hội khác, dự đoán rằng trao đổi thương mại song phương phụ thuộc vào quy mô của hai nền kinh tế và khoảng cách giữa chúng. Mô hình này được sử dụng lần đầu tiên bởi Jan Tinbergen vào năm 1962. Mô hình lý thuyết cơ bản giữa hai nền kinh tế A và B được biểu diễn theo công thức sau:
{\displaystyle F_{AB}=G*{\frac {M_{A}*M_{B}}{D_{AB}}}}
trong đó F là trao đổi thương mại hai chiều, M là quy mô của mỗi nền kinh tế, D là khoảng cách và G là một hằng số. Logarit cả hai vế của phương trình, ta có thể chuyển đổi thành một công thức tuyến tính sử dụng cho phân tích kinh tế lượng như sau (lưu ý: hằng số G là một phần của α):
ln(Trao đổi thương mại hai chiều) = α+βln(GDP quốc gia A)+βln(GDP quốc gia B)-βln(Khoảng cách)+ε
Mô hình này thường xem xét cả những biến số khác như mức thu nhập (GDP theo đầu người), chỉ số giá tiêu dùng, quan hệ ngôn ngữ, thuế quan, quan hệ láng giềng, quan hệ thuộc địa trong lịch sử (quốc gia A đã từng là thuộc địa của quốc gia B và ngược lại). Mô hình này cũng được sử dụng trong quan hệ quốc tế để đánh giá tác động của các hiệp ước và liên minh thương mại. Nó cũng được sử dụng để đánh giá mức độ hiệu quả của các hiệp định thương mại và các tổ chức thương mại như NAFTA và WTO.

### Thông tin
- Giới thiệu của Ngân hàng Thế giới về Mô hình lực hấp dẫn
- Giải thích về Mô hình lực hấp dẫn Lưu trữ ngày 21 tháng 2 năm 2007 tại Wayback Machine

### Số liệu
- Cơ sở dữ liệu Sản xuất và thương mại của Ngân hàng Thế giới
- Các nguồn số liệu thương mại, bao gồm cả số liệu cho Mô hình lực hấp dẫn Lưu trữ ngày 23 tháng 8 năm 2010 tại Wayback Machine